# Communauté de communes de Soule-Xiberoa
La communauté de communes de Soule-Xiberoa est une ancienne communauté de communes française, située dans le département des Pyrénées-Atlantiques et la région Nouvelle-Aquitaine. La communauté de communes de Soule-Xiberoa était composée de 36 communes. 
Elle forme désormais le pôle territorial Soule-Xiberoa de la Communauté du Pays Basque.

## Historique
La communauté de communes de Soule-Xiberoa est créée en janvier 2000.
Elle se compose initialement des communes des anciens cantons de Mauléon-Licharre et de Tardets-Sorholus, regroupant ainsi la majeure partie des communes de la Soule historique. 
Le 1er janvier 2012, la commune béarnaise de Lichos (ancien canton de Navarrenx) intègre la communauté de communes et porte le nombre total de communes à 36.
Le 1er janvier 2017, elle fusionne avec neuf autres intercommunalités pour former la communauté d'agglomération du Pays Basque.

## Composition
La communauté de communes regroupait 36 communes :
| Nom                             | Code Insee | Gentilé                            | Superficie (km2) | Population (dernière pop. légale) | Densité (hab./km2) |
| ------------------------------- | ---------- | ---------------------------------- | ---------------- | --------------------------------- | ------------------ |
| Mauléon-Licharre (siège)        | 64371      | Mauletar-Lextarrar                 | 12,80            | 2 994 (2014)                      | 234                |
| Ainharp                         | 64012      | Ainharbear                         | 14,07            | 140 (2014)                        | 10                 |
| Alçay-Alçabéhéty-Sunharette     | 64015      | Altzaiar-Altzabehetiar-Zunharretar | 34,40            | 227 (2014)                        | 6,6                |
| Alos-Sibas-Abense               | 64017      | Aloztar-Ziboztar-Oniztar           | 5,78             | 308 (2014)                        | 53                 |
| Arrast-Larrebieu                | 64050      | Ürrüstoitar-Larrabiltar            | 7,56             | 96 (2014)                         | 13                 |
| Aussurucq                       | 64081      | Altzürükütar                       | 47,12            | 250 (2014)                        | 5,3                |
| Barcus                          | 64093      | Barkoxtar                          | 46,93            | 665 (2014)                        | 14                 |
| Berrogain-Laruns                | 64115      | Berrogaintar-Larünztar             | 2,68             | 168 (2014)                        | 63                 |
| Camou-Cihigue                   | 64162      | Gamerear-Zihigar                   | 10,08            | 95 (2014)                         | 9,4                |
| Charritte-de-Bas                | 64187      | Sarrikotar                         | 7,40             | 260 (2014)                        | 35                 |
| Chéraute                        | 64188      | Sohütar                            | 35,26            | 1 096 (2014)                      | 31                 |
| Espès-Undurein                  | 64214      | Ezpeiztar-Ündüreintar              | 9,78             | 527 (2014)                        | 54                 |
| Etchebar                        | 64222      | Etxebartar                         | 8,23             | 72 (2014)                         | 8,7                |
| Garindein                       | 64231      | Garindaintar                       | 6,87             | 506 (2014)                        | 74                 |
| Gotein-Libarrenx                | 64247      | Gotaintar-Irabarnetar              | 11,75            | 466 (2014)                        | 40                 |
| Haux                            | 64258      | Hauztar                            | 17,01            | 83 (2014)                         | 4,9                |
| Idaux-Mendy                     | 64268      | Idauztar-Mendiar                   | 9,67             | 256 (2014)                        | 26                 |
| Lacarry-Arhan-Charritte-de-Haut | 64298      | Lakarrar-Arhantar-Sarrikotar       | 23,32            | 126 (2014)                        | 5,4                |
| Laguinge-Restoue                | 64303      | Liginagar-Astüar                   | 6,00             | 181 (2014)                        | 30                 |
| Larrau                          | 64316      | Larraintar                         | 126,80           | 195 (2014)                        | 1,5                |
| L'Hôpital-Saint-Blaise          | 64264      | Ospitaletar                        | 2,11             | 74 (2014)                         | 35                 |
| Lichans-Sunhar                  | 64340      | Lexanztar-Zunharrar                | 3,43             | 74 (2014)                         | 22                 |
| Lichos                          | 64341      | Lichosien                          | 3,38             | 138 (2014)                        | 41                 |
| Licq-Athérey                    | 64342      | Ligiar-Athereiar                   | 17,87            | 226 (2014)                        | 13                 |
| Menditte                        | 64378      | Mendikotar                         | 6,33             | 191 (2014)                        | 30                 |
| Moncayolle-Larrory-Mendibieu    | 64391      | Mitikiltar-Larroritar-Mendibiltar  | 16,27            | 331 (2014)                        | 20                 |
| Montory                         | 64404      | Montorien/Montoriar                | 20,45            | 298 (2014)                        | 15                 |
| Musculdy                        | 64411      | Muskildiar                         | 24,06            | 239 (2014)                        | 9,9                |
| Ordiarp                         | 64424      | Urdiñarbetar                       | 29,71            | 532 (2014)                        | 18                 |
| Ossas-Suhare                    | 64432      | Ozaztar-Züharar                    | 7,17             | 98 (2014)                         | 14                 |
| Roquiague                       | 64468      | Arrokiagatar                       | 10,44            | 114 (2014)                        | 11                 |
| Sainte-Engrâce                  | 64475      | Urdaxtar                           | 72,69            | 205 (2014)                        | 2,8                |
| Sauguis-Saint-Étienne           | 64509      | Zalgiztar-Doneztebear              | 8,81             | 156 (2014)                        | 18                 |
| Tardets-Sorholus                | 64533      | Atharraztar-Sorholüztar            | 14,99            | 573 (2014)                        | 38                 |
| Trois-Villes                    | 64537      | Iruritar                           | 6,39             | 143 (2014)                        | 22                 |
| Viodos-Abense-de-Bas            | 64559      | Bildoztar-Oniztar                  | 12,71            | 737 (2014)                        | 58                 |

## Administration
| Période                                  | Période          | Identité        | Étiquette | Qualité                          |
| ---------------------------------------- | ---------------- | --------------- | --------- | -------------------------------- |
| Les données manquantes sont à compléter. |                  |                 |           |                                  |
| 2008                                     | 31 décembre 2016 | Dominique Boscq |           | Maire de Lacarry-Arhan-Charritte |

## Compétences
La Communauté de communes de Soule Xiberoa est un établissement public de coopération intercommunale.
Ses ressources proviennent de la taxe professionnelle unique, de la 
fiscalité sur les déchets et des dotations et subventions de divers 
partenaires. 
Ses compétences sont centrées sur le développement économique, l'environnement, l'emploi et les services aux habitants :
- Déchets ménagers, tri sélectif, compostage…
- Habitat
- Petite enfance
- Centres multiservices
- Sentiers de randonnées
- Piscine
- Cyber-base
- CIAS